# El Prat Gros
|  | Per a altres significats, vegeu «el Prat Gros (Santa Cecília de Voltregà)». |

El Prat Gros és una masia al terme de Malla (Osona) inclosa a l'Inventari del Patrimoni Arquitectònic de Catalunya. Inicialment era la casa del propietari, que està annexionada a la masoveria (el Prat Xic). Però ha sofert múltiples modificacions, de manera que actualment és utilitzada com a cort (planta baixa) i lloc de treball (porxos). Constitueix únicament un afegit a la masoveria. Estructura de planta rectangular amb porxos al primer pis, amb un pati a l'entrada protegit per un mur.